# Troisième circonscription de l'Eure
La troisième circonscription de l'Eure est l'une des cinq circonscriptions législatives que compte le département français de l'Eure (27), situé en région Normandie.
Elle est représentée à l'Assemblée nationale, lors de la XVe législature de la Cinquième République, par Kévin Mauvieux, député du Rassemblement national.

## Description géographique et démographique

### De 1958 à 1986
Le département avait quatre circonscriptions.
La troisième circonscription était composée de :
- canton d'Amfreville-la-Campagne
- canton de Beaumont-le-Roger
- canton de Bourgtheroulde-Infreville
- canton de Brionne
- canton de Gaillon
- canton de Louviers
- canton du Neubourg
- canton de Pont-de-l'Arche.

### Depuis 1988
La troisième circonscription de l'Eure est délimitée par le découpage électoral de la loi no 86-1197 du 24 novembre 1986. Elle regroupe les divisions administratives suivantes :
- Canton de Bernay,
- Canton de Beuzeville,
- Canton de Bourg-Achard,
- Canton de Breteuil (en partie, avec la première et deuxième circonscription),
- Canton de Pont-Audemer.

Anciens cantons :
- Canton de Beaumesnil,
- Canton de Bernay-Est,
- Canton de Bernay-Ouest,
- Canton de Broglie,
- Canton de Cormeilles,
- Canton de Montfort-sur-Risle,
- Canton de Quillebeuf-sur-Seine,
- Canton de Routot,
- Canton de Saint-Georges-du-Vièvre,
- Canton de Thiberville.

D'après le recensement général de la population en 1999, réalisé par l'Institut national de la statistique et des études économiques (INSEE), la population totale de cette circonscription est estimée à 97107 habitants,.

## Historique des députations
| Législature | Début de mandat | Fin de mandat  | Député                            | Parti politique | Observations |
| ----------- | --------------- | -------------- | --------------------------------- | --------------- | --- |
| Ve          | 2 avril 1973    | 2 avril 1978   | Rémy Montagne                     | RDS             | Circonscription de Louviers (pour mémoire) |
| VIe         | 3 avril 1978    | 22 mai 1981    | Rémy Montagne                     | UDF-RDS         | Circonscription de Louviers (pour mémoire) Mandat écourté à la suite d'une dissolution parlementaire décidée par François Mitterrand. |
| VIIe        | 2 juillet 1981  | 1er avril 1986 | François Loncle                   | PRG             | Circonscription de Louviers (pour mémoire) |
| VIIIe       | 2 avril 1986    | 14 mai 1988    | François Loncle                   | PS              | scrutin proportionnel départemental - Circonscription (3e) de Louviers (pour mémoire) Proportionnelle par département, pas de député par circonscription. Mandat écourté à la suite d'une dissolution parlementaire décidée par François Mitterrand. |
| IXe         | 23 juin 1988    | 1er avril 1993 | Ladislas Poniatowski              | UDF-PR          | La circonscription de Louviers devient la 4e circonscription (pour mémoire) |
| Xe          | 2 avril 1993    | 21 avril 1997  | Ladislas Poniatowski,             | UDF-PR,         | Mandat écourté à la suite d'une dissolution parlementaire décidée par Jacques Chirac. |
| XIe         | 12 juin 1997    | 18 juin 2002   | Ladislas Poniatowski Hervé Morin, | UDF-DL UDF,     | Démission le 27 septembre 1998 de Ladislas Poniatowski, élu au Sénat. L'élection partielle est remportée par Hervé Morin le 29 septembre 1998. |
| XIIe        | 19 juin 2002    | 19 juin 2007   | Hervé Morin,                      | UDF,            | |
| XIIIe       | 20 juin 2007    | 19 juin 2012   | Hervé Morin                       | NC              | Député suppléant: Marc Vampa (NC) |
| XIVe        | 20 juin 2012    | 20 juin 2017   | Hervé Morin                       | NC              | Démission le 20 juillet 2016 rendant le siège vacant. |
| XVe         | 21 juin 2017    | 21 juin 2022   | Marie Tamarelle-Verhaeghe         | REM             | |
| XVIe        | 22 juin 2022    | 9 juin 2024    | Kévin Mauvieux                    | RN              | Mandat écourté à la suite d'une dissolution parlementaire décidée par Emmanuel Macron. |

## Historique des élections

### Élections de 1958
|                | Rémy Montagne élu    | Modérés        | 20 456 | 54,9   |  |  |  |
|                | Pierre Mendès France | UFD            | 10 355 | 27,79  |  |  |  |
|                | Jean Champion        | PCF            | 4 516  | 12,12  |  |  |  |
|                | Georges Beuvain      | SFIO           | 1 917  | 5,14   |  |  |  |
|                | Georges Pottier      | Divers         | 17     | 0,05   |  |  |  |
|                |                      |                |        |        |  |  |  |
| Inscrits       | Inscrits             | Inscrits       | 48 043 | 100,00 |  |  |  |
| Abstentions    | Abstentions          | Abstentions    | 9 438  | 19,64  |  |  |  |
| Votants        | Votants              | Votants        | 38 605 | 80,36  |  |  |  |
| Blancs et nuls | Blancs et nuls       | Blancs et nuls | 1 344  | 3,48   |  |  |  |
| Exprimés       | Exprimés             | Exprimés       | 37 261 | 96,52  |  |  |  |

Rémy Montagne était membre du groupe parlementaire Entente démocratique.

### Élections de 1962
| Candidat       | Candidat                    | Parti          | Premier tour | Premier tour | Second tour | Second tour |  |
| Candidat       | Candidat                    | Parti          | Voix         | %            | Voix        | %           |  |
| -------------- | --------------------------- | -------------- | ------------ | ------------ | ----------- | ----------- |  |
|                | Rémy Montagne sortant réélu | CD             | 12 185       | 38,05        | 16 379      | 47,24       |  |
|                | Jean-Luc Javal              | UNR-UDT        | 7 342        | 22,93        | 6 737       | 19,43       |  |
|                | Jean Champion               | PCF            | 5 790        | 18,08        | 11 558      | 33,33       |  |
|                | Jean Binot                  | PSU            | 4 418        | 13,8         | Retrait     | Retrait     |  |
|                | Georges Beuvain             | SFIO           | 2 285        | 7,14         | Retrait     | Retrait     |  |
|                |                             |                |              |              |             |             |  |
| Inscrits       | Inscrits                    | Inscrits       | 48 631       | 100,00       | 48 626      | 100,00      |  |
| Abstentions    | Abstentions                 | Abstentions    | 14 298       | 29,4         | 12 819      | 26,36       |  |
| Votants        | Votants                     | Votants        | 34 333       | 70,6         | 35 807      | 73,64       |  |
| Blancs et nuls | Blancs et nuls              | Blancs et nuls | 2 313        | 6,74         | 1 133       | 3,16        |  |
| Exprimés       | Exprimés                    | Exprimés       | 32 020       | 93,26        | 34 674      | 96,84       |  |

Le suppléant de Rémy Montagne était Pierre Hervieu, agriculteur, conseiller général du canton de Beaumont-le-Roger, maire de Beaumontel.

### Élections de 1967
| Candidat       | Candidat                    | Parti          | Premier tour | Premier tour | Second tour | Second tour |  |
| Candidat       | Candidat                    | Parti          | Voix         | %            | Voix        | %           |  |
| -------------- | --------------------------- | -------------- | ------------ | ------------ | ----------- | ----------- |  |
|                | Rémy Montagne sortant réélu | CD (PDM)       | 14 605       | 34,42        | 23 312      | 58,37       |  |
|                | Jacques Bloch-Morhange      | UD-Ve          | 10 770       | 25,38        | Retrait     | Retrait     |  |
|                | Jean Champion               | PCF            | 9 945        | 23,44        | 16 629      | 41,63       |  |
|                | Jean Binot                  | PSU            | 7 111        | 16,76        | Retrait     | Retrait     |  |
|                |                             |                |              |              |             |             |  |
| Inscrits       | Inscrits                    | Inscrits       | 51 777       | 100,00       | 51 769      | 100,00      |  |
| Abstentions    | Abstentions                 | Abstentions    | 8 334        | 16,1         | 9 646       | 18,63       |  |
| Votants        | Votants                     | Votants        | 43 443       | 83,9         | 42 123      | 81,37       |  |
| Blancs et nuls | Blancs et nuls              | Blancs et nuls | 1 012        | 2,33         | 2 182       | 5,18        |  |
| Exprimés       | Exprimés                    | Exprimés       | 42 431       | 97,67        | 39 941      | 94,82       |  |

Le suppléant de Rémy Montagne était Pierre Hervieu.

### Élections de 1968
| Candidat       | Candidat              | Parti          | Premier tour | Premier tour | Second tour | Second tour |  |
| Candidat       | Candidat              | Parti          | Voix         | %            | Voix        | %           |  |
| -------------- | --------------------- | -------------- | ------------ | ------------ | ----------- | ----------- |  |
|                | André Delahaye élu    | UDR (URP)      | 14 066       | 32,98        | 22 582      | 58,92       |  |
|                | Rémy Montagne sortant | CD (PDM)       | 12 856       | 30,14        | Retrait     | Retrait     |  |
|                | Jean Champion         | PCF            | 9 392        | 22,02        | 15 745      | 41,08       |  |
|                | Jean Ruault           | PSU            | 6 338        | 14,86        | Retrait     | Retrait     |  |
|                |                       |                |              |              |             |             |  |
| Inscrits       | Inscrits              | Inscrits       | 51 730       | 100,00       | 51 732      | 100,00      |  |
| Abstentions    | Abstentions           | Abstentions    | 8 453        | 16,34        | 10 716      | 20,71       |  |
| Votants        | Votants               | Votants        | 43 277       | 83,66        | 41 016      | 79,29       |  |
| Blancs et nuls | Blancs et nuls        | Blancs et nuls | 625          | 1,44         | 2 689       | 6,56        |  |
| Exprimés       | Exprimés              | Exprimés       | 42 652       | 98,56        | 38 327      | 93,44       |  |

Le suppléant d'André Delahaye était Marcel Leclerc, électricien, maire de Saint-Germain-de-Pasquier.

### Élections de 1973
| Candidat       | Candidat               | Parti          | Premier tour | Premier tour | Second tour | Second tour |  |
| Candidat       | Candidat               | Parti          | Voix         | %            | Voix        | %           |  |
| -------------- | ---------------------- | -------------- | ------------ | ------------ | ----------- | ----------- |  |
|                | Rémy Montagne élu      | CD (MR)        | 12 904       | 27,55        | 25 490      | 55,01       |  |
|                | André Delahaye sortant | UDR (URP)      | 10 670       | 22,78        | 1 425       | 3,08        |  |
|                | Raoul Clouet           | PCF            | 9 585        | 20,47        | 19 419      | 41,91       |  |
|                | Michel Doucet          | PS (UGSD)      | 8 211        | 17,53        | Retrait     | Retrait     |  |
|                | Jean Schneider         | RI             | 3 148        | 6,72         |             |             |  |
|                | Jean-Claude Cotentin   | LO             | 1 170        | 2,5          |             |             |  |
|                | Christophe Wargny      | PSU            | 1 145        | 2,44         |             |             |  |
|                |                        |                |              |              |             |             |  |
| Inscrits       | Inscrits               | Inscrits       | 57 106       | 100,00       | 56 910      | 100,00      |  |
| Abstentions    | Abstentions            | Abstentions    | 9 196        | 16,1         | 8 591       | 15,1        |  |
| Votants        | Votants                | Votants        | 47 910       | 83,9         | 48 319      | 84,9        |  |
| Blancs et nuls | Blancs et nuls         | Blancs et nuls | 1 077        | 2,25         | 1 985       | 4,11        |  |
| Exprimés       | Exprimés               | Exprimés       | 46 833       | 97,75        | 46 334      | 95,89       |  |

Le suppléant de Rémy Montagne était Christian Meunier, notaire, conseiller général du canton du Neubourg, maire adjoint du Neubourg.

### Élections de 1978
| Candidat       | Candidat                    | Parti             | Premier tour | Premier tour | Second tour | Second tour |  |
| Candidat       | Candidat                    | Parti             | Voix         | %            | Voix        | %           |  |
| -------------- | --------------------------- | ----------------- | ------------ | ------------ | ----------- | ----------- |  |
|                | Rémy Montagne sortant réélu | UDF (CDS)         | 20 431       | 33,96        | 31 061      | 50,10       |  |
|                | François Loncle             | MRG               | 14 775       | 24,56        | 30 939      | 49,90       |  |
|                | Jean-Pierre Binay           | PCF               | 11 820       | 19,65        | Retrait     | Retrait     |  |
|                | Jean Desbordes              | RPR               | 6 164        | 10,25        |             |             |  |
|                | André Delahaye              | UGP               | 2 882        | 4,79         |             |             |  |
|                | Gérard Benamou              | Divers écologiste | 1 955        | 3,25         |             |             |  |
|                | Bertille Bienaimé           | LO                | 895          | 1,49         |             |             |  |
|                | Jean-Claude Leclerc         | PSU (FA)          | 801          | 1,33         |             |             |  |
|                | Christian Lerick            | FN                | 442          | 0,73         |             |             |  |
|                |                             |                   |              |              |             |             |  |
| Inscrits       | Inscrits                    | Inscrits          | 71 447       | 100,00       | 71 450      | 100,00      |  |
| Abstentions    | Abstentions                 | Abstentions       | 10 040       | 14,05        | 8 266       | 11,57       |  |
| Votants        | Votants                     | Votants           | 61 407       | 85,95        | 63 184      | 88,43       |  |
| Blancs et nuls | Blancs et nuls              | Blancs et nuls    | 1 242        | 2,02         | 1 184       | 1,87        |  |
| Exprimés       | Exprimés                    | Exprimés          | 60 165       | 97,98        | 62 000      | 98,13       |  |

Le suppléant de Rémy Montagne était Philippe Pontet, banquier et administrateur. Philippe Pontet remplaça Rémy Montagne, nommé membre du gouvernement, du 3 novembre 1980 au 22 mai 1981.

### Élections de 1981
| Candidat       | Candidat                | Parti          | Premier tour | Premier tour | Second tour | Second tour |  |
| Candidat       | Candidat                | Parti          | Voix         | %            | Voix        | %           |  |
| -------------- | ----------------------- | -------------- | ------------ | ------------ | ----------- | ----------- |  |
|                | François Loncle élu     | MRG            | 23 818       | 42,07        | 33 496      | 55,2        |  |
|                | Philippe Pontet sortant | UDF (PR)       | 20 904       | 36,92        | 27 189      | 44,8        |  |
|                | Jean-Pierre Binay       | PCF            | 7 187        | 12,69        |             |             |  |
|                | Georges Le Coadou       | RPR (UNM)      | 4 708        | 8,31         |             |             |  |
|                | Hervé Le Pouriel        | PFN            | 4            | 0,01         |             |             |  |
|                |                         |                |              |              |             |             |  |
| Inscrits       | Inscrits                | Inscrits       | 78 062       | 100,00       | 78 067      | 100,00      |  |
| Abstentions    | Abstentions             | Abstentions    | 20 651       | 26,45        | 16 476      | 21,1        |  |
| Votants        | Votants                 | Votants        | 57 411       | 73,55        | 61 591      | 78,9        |  |
| Blancs et nuls | Blancs et nuls          | Blancs et nuls | 790          | 1,38         | 906         | 1,47        |  |
| Exprimés       | Exprimés                | Exprimés       | 56 621       | 98,62        | 60 685      | 98,53       |  |

Le suppléant de François Loncle était Alain Bureau, PS, enseignant détaché à la MGEN, de Grosley-sur-Risle.

### Élections de 1988
| Candidat       | Candidat                           | Parti          | Premier tour | Premier tour | Second tour | Second tour |  |
| Candidat       | Candidat                           | Parti          | Voix         | %            | Voix        | %           |  |
| -------------- | ---------------------------------- | -------------- | ------------ | ------------ | ----------- | ----------- |  |
|                | Ladislas Poniatowski sortant réélu | UDF (PR) (URC) | 21 558       | 48,1         | 27 044      | 55,11       |  |
|                | Christian Goux                     | PS             | 12 862       | 28,7         | 22 030      | 44,89       |  |
|                | Francis Courel                     | PCF            | 7 682        | 17,14        |             |             |  |
|                | Jean Bougenaux                     | FN             | 2 721        | 6,07         |             |             |  |
|                |                                    |                |              |              |             |             |  |
| Inscrits       | Inscrits                           | Inscrits       | 67 090       | 100,00       | 67 090      | 100,00      |  |
| Abstentions    | Abstentions                        | Abstentions    | 21 458       | 31,98        | 17 104      | 25,49       |  |
| Votants        | Votants                            | Votants        | 45 632       | 68,02        | 49 986      | 74,51       |  |
| Blancs et nuls | Blancs et nuls                     | Blancs et nuls | 809          | 1,77         | 912         | 1,82        |  |
| Exprimés       | Exprimés                           | Exprimés       | 44 823       | 98,23        | 49 074      | 98,18       |  |

Le suppléant de Ladislas Poniatowski était Jean-Jacques Lefort, agriculteur, maire adjoint de Bernay.

### Élections de 1993
| Candidat       | Candidat                           | Parti                      | Premier tour | Premier tour | Second tour | Second tour |  |
| Candidat       | Candidat                           | Parti                      | Voix         | %            | Voix        | %           |  |
| -------------- | ---------------------------------- | -------------------------- | ------------ | ------------ | ----------- | ----------- |  |
|                | Ladislas Poniatowski sortant réélu | UDF (PR)                   | 23 235       | 49,38        | 28 970      | 64,88       |  |
|                | Francis Courel                     | Divers gauche (Maj. prés.) | 6 251        | 13,29        | 15 685      | 35,12       |  |
|                | Jean-Louis Destans                 | PS (ADFP)                  | 5 579        | 11,86        |             |             |  |
|                | Marc Froidefont                    | FN                         | 4 975        | 10,57        |             |             |  |
|                | Michel Ressouche                   | GÉ (EÉ)                    | 2 509        | 5,33         |             |             |  |
|                | Fernand Ernult                     | PCF                        | 2 461        | 5,23         |             |             |  |
|                | Jeanine Marchioni                  | LT-LNÉ                     | 1 557        | 3,31         |             |             |  |
|                | Jean-René Guilcher                 | CNIP                       | 483          | 1,03         |             |             |  |
|                |                                    |                            |              |              |             |             |  |
| Inscrits       | Inscrits                           | Inscrits                   | 68 901       | 100,00       | 68 996      | 100,00      |  |
| Abstentions    | Abstentions                        | Abstentions                | 19 417       | 28,18        | 21 158      | 30,67       |  |
| Votants        | Votants                            | Votants                    | 49 484       | 71,82        | 47 838      | 69,33       |  |
| Blancs et nuls | Blancs et nuls                     | Blancs et nuls             | 2 434        | 4,92         | 3 183       | 6,65        |  |
| Exprimés       | Exprimés                           | Exprimés                   | 47 050       | 95,08        | 44 655      | 93,35       |  |

Le suppléant de Ladislas Poniatowski était Victor Lebrun, ingénieur, Premier adjoint au maure de Bernay.

### Élections de 1997
| Candidat       | Candidat                           | Parti          | Premier tour | Premier tour | Second tour | Second tour |  |
| Candidat       | Candidat                           | Parti          | Voix         | %            | Voix        | %           |  |
| -------------- | ---------------------------------- | -------------- | ------------ | ------------ | ----------- | ----------- |  |
|                | Ladislas Poniatowski sortant réélu | UDF (PR)       | 19 105       | 40,39        | 27 206      | 55,6        |  |
|                | Jean-Louis Destans                 | PS             | 12 235       | 25,86        | 21 726      | 44,4        |  |
|                | Marc Froidefont                    | FN             | 6 462        | 13,66        |             |             |  |
|                | Fernand Ernult                     | PCF            | 3 255        | 6,88         |             |             |  |
|                | Pascal Didtsch                     | LCR            | 1 758        | 3,72         |             |             |  |
|                | Jacques Rabier                     | GÉ             | 1 708        | 3,61         |             |             |  |
|                | Éric Pinel                         | LDI (MPF)      | 1 533        | 3,24         |             |             |  |
|                | Michel Ressouche                   | Les Verts      | 1 249        | 2,64         |             |             |  |
|                |                                    |                |              |              |             |             |  |
| Inscrits       | Inscrits                           | Inscrits       | 69 455       | 100,00       | 69 449      | 100,00      |  |
| Abstentions    | Abstentions                        | Abstentions    | 19 766       | 28,46        | 17 846      | 25,7        |  |
| Votants        | Votants                            | Votants        | 49 689       | 71,54        | 51 603      | 74,3        |  |
| Blancs et nuls | Blancs et nuls                     | Blancs et nuls | 2 384        | 4,8          | 2 671       | 5,18        |  |
| Exprimés       | Exprimés                           | Exprimés       | 47 305       | 95,2         | 48 932      | 94,82       |  |

Le suppléant de Ladislas Poniatowski était Victor Lebrun.
Ladislas Poniatowski est élu sénateur le 27 septembre 1998.

### Élection législative partielle du 20 et du 27 novembre 1998
| Candidat           | Parti | %     | Voix   |
| ------------------ | ----- | ----- | ------ |
| Hervé Morin        | UDF   | 46,93 | 13 664 |
| Jean-Louis Destans | PS    | 34,84 | 10 144 |
| Marc Froidefont    | FN    | 10,07 | 2 932  |
| Fernand Ernult     | PCF   | 4,20  | 1 223  |
| Pascal Didtsch     | LCR   | 3,95  | 1152   |

| Candidat           | Parti | %     | Voix   |
| ------------------ | ----- | ----- | ------ |
| Hervé Morin        | UDF   | 59,22 | 19 522 |
| Jean-Louis Destans | PS    | 40,77 | 13 442 |

1er Tour : Inscrits 70880 - Votants 30267 - Abstentions 57,29 % - Exprimés 29115
2è Tour : Inscrits 70760 - Votants 34381 - Abstentions 51,41 % - Exprimés 32964
(source : archives du journal "Le Monde".)

### Élections de 2002
| Candidat       | Candidat                  | Parti             | Premier tour | Premier tour | Second tour | Second tour |  |
| Candidat       | Candidat                  | Parti             | Voix         | %            | Voix        | %           |  |
| -------------- | ------------------------- | ----------------- | ------------ | ------------ | ----------- | ----------- |  |
|                | Hervé Morin sortant réélu | UDF               | 21 970       | 45,88        | 27 689      | 61,85       |  |
|                | Jean-Louis Destans        | PS                | 13 602       | 28,41        | 17 081      | 38,15       |  |
|                | Marc Le Tanneur           | FN                | 5 463        | 11,41        |             |             |  |
|                | Marie-Ange Niel           | CPNT              | 1 194        | 2,49         |             |             |  |
|                | Pénélope Bouquet          | PCF               | 1 034        | 2,16         |             |             |  |
|                | Edith Buffet              | Les Verts         | 907          | 1,89         |             |             |  |
|                | Josette Buisson           | Divers            | 797          | 1,66         |             |             |  |
|                | Thierry Martin            | LCR               | 779          | 1,63         |             |             |  |
|                | Claudette Balleydier      | LO                | 437          | 0,91         |             |             |  |
|                | Françoise Dru             | Divers droite     | 375          | 0,78         |             |             |  |
|                | Marc Dieuleveut           | Pôle républicain  | 334          | 0,7          |             |             |  |
|                | Marie-Thérèse Contentin   | Divers écologiste | 250          | 0,52         |             |             |  |
|                | Ghislaine Giangrande      | MNR               | 227          | 0,47         |             |             |  |
|                | Cécile Garnier            | MPF               | 186          | 0,39         |             |             |  |
|                | Catherine Flandre         | RCF               | 178          | 0,37         |             |             |  |
|                | Jean Dupuis               | Divers            | 152          | 0,32         |             |             |  |
|                |                           |                   |              |              |             |             |  |
| Inscrits       | Inscrits                  | Inscrits          | 73 323       | 100,00       | 73 318      | 100,00      |  |
| Abstentions    | Abstentions               | Abstentions       | 24 551       | 33,48        | 27 110      | 36,98       |  |
| Votants        | Votants                   | Votants           | 48 772       | 66,52        | 46 208      | 63,02       |  |
| Blancs et nuls | Blancs et nuls            | Blancs et nuls    | 887          | 1,82         | 1 438       | 3,11        |  |
| Exprimés       | Exprimés                  | Exprimés          | 47 885       | 98,18        | 44 770      | 96,89       |  |

Le suppléant d'Hervé Morin était Marc Vampa, commerçant à Bernay, conseiller général du canton de Beaumesnil, maire de Beaumesnil.

### Élections de 2007
|                | Hervé Morin sortant réélu | NC             | 24 235 | 50,05  |  |  |  |
|                | Francis Courel            | diss. PS       | 7 779  | 16,07  |  |  |  |
|                | Nathalie Zanon            | PS             | 4 997  | 10,32  |  |  |  |
|                | Philippe Raviart          | UDF–MoDem      | 2 617  | 5,40   |  |  |  |
|                | Marc Le Tanneur           | FN             | 1 923  | 3,97   |  |  |  |
|                | Corinne Morin             | PCF            | 1 533  | 3,17   |  |  |  |
|                | Thierry Martin            | LCR            | 1 245  | 2,57   |  |  |  |
|                | Christiane Carvalho       | CPNT           | 1 207  | 2,49   |  |  |  |
|                | Régis Louvion             | Les Verts      | 920    | 1,90   |  |  |  |
|                | Christelle Poirier        | MPF            | 564    | 1,16   |  |  |  |
|                | Philippe Pichon           | LO             | 494    | 1,02   |  |  |  |
|                | Carole Blampied           | GÉ             | 399    | 0,82   |  |  |  |
|                | Robin Branchu             | Divers         | 258    | 0,53   |  |  |  |
|                | Charles Rep               | MNR            | 251    | 0,52   |  |  |  |
|                |                           |                |        |        |  |  |  |
| Inscrits       | Inscrits                  | Inscrits       | 78 235 | 100,00 |  |  |  |
| Abstentions    | Abstentions               | Abstentions    | 28 773 | 36,78  |  |  |  |
| Votants        | Votants                   | Votants        | 49 462 | 63,22  |  |  |  |
| Blancs et nuls | Blancs et nuls            | Blancs et nuls | 1 040  | 2,1    |  |  |  |
| Exprimés       | Exprimés                  | Exprimés       | 48 422 | 97,9   |  |  |  |

Le suppléant d'Hervé Morin était Marc Vampa. Marc Vampa remplaça Hervé Morin, nommé membre du gouvernement, du 20 juillet 2007 au 14 décembre 2010.

### Élections de 2012
| Candidat       | Candidat                  | Parti          | Premier tour | Premier tour | Second tour | Second tour |  |
| Candidat       | Candidat                  | Parti          | Voix         | %            | Voix        | %           |  |
| -------------- | ------------------------- | -------------- | ------------ | ------------ | ----------- | ----------- |  |
|                | Hervé Morin sortant réélu | NC             | 18 725       | 38,40        | 25 166      | 53,17       |  |
|                | Mélanie Mammeri           | PS             | 12 326       | 25,28        | 22 164      | 46,83       |  |
|                | Nadiejda Steffan          | RBM (FN)       | 7 347        | 15,07        |             |             |  |
|                | Francis Courel            | diss. PS       | 5 535        | 11,35        |             |             |  |
|                | Pascal Didtsch            | FG (GU) (PCF)  | 2 334        | 4,79         |             |             |  |
|                | Rébecca Armstrong         | EÉLV           | 1 421        | 2,91         |             |             |  |
|                | Annie Brunner             | DLR            | 528          | 1,08         |             |             |  |
|                | Sylvie Favier             | NPA            | 319          | 0,65         |             |             |  |
|                | Yasmina Gharet            | LO             | 231          | 0,47         |             |             |  |
|                |                           |                |              |              |             |             |  |
| Inscrits       | Inscrits                  | Inscrits       | 81 703       | 100,00       | 81 697      | 100,00      |  |
| Abstentions    | Abstentions               | Abstentions    | 32 086       | 39,27        | 32 734      | 40,07       |  |
| Votants        | Votants                   | Votants        | 49 617       | 60,73        | 48 963      | 59,93       |  |
| Blancs et nuls | Blancs et nuls            | Blancs et nuls | 851          | 1,72         | 1 633       | 3,34        |  |
| Exprimés       | Exprimés                  | Exprimés       | 48 766       | 98,28        | 47 330      | 96,66       |  |

Le suppléant d'Hervé Morin était Marc Vampa. Hervé Morin, élu Président du Conseil régional de Normandie le 4 janvier 2016, démissionne de l'Assemblée Nationale le 20 juillet 2016. Le siège reste vacant jusqu'aux élections de 2017.

### Élections de 2017
Les élections législatives françaises de 2017 ont lieu les dimanches 11 et 18 juin 2017.
Député sortant : siège laissé vacant par Hervé Morin.
|                                                                         |                                                                            |                           |                           |                          |                          |
|                                                                         |                                                                            | Premier tour 11 juin 2017 | Premier tour 11 juin 2017 | Second tour 18 juin 2017 | Second tour 18 juin 2017 |
|                                                                         |                                                                            |                           |                           |                          |                          |
|                                                                         |                                                                            | Nombre                    | % des inscrits            | Nombre                   | % des inscrits           |
| Inscrits                                                                | Inscrits                                                                   | 84 403                    | 100,00                    | 84 388                   | 100,00                   |
| Abstentions                                                             | Abstentions                                                                | 40 775                    | 48,31                     | 45 650                   | 54,10                    |
| Votants                                                                 | Votants                                                                    | 43 628                    | 51,69                     | 38 738                   | 45,90                    |
|                                                                         |                                                                            |                           | % des votants             |                          | % des votants            |
| Bulletins blancs                                                        | Bulletins blancs                                                           | 796                       | 1,82                      | 2 728                    | 7,04                     |
| Bulletins nuls                                                          | Bulletins nuls                                                             | 307                       | 0,70                      | 947                      | 2,44                     |
| Suffrages exprimés                                                      | Suffrages exprimés                                                         | 42 525                    | 97,47                     | 35 063                   | 90,51                    |
|                                                                         |                                                                            |                           |                           |                          |                          |
| Candidat Étiquette politique (partis et alliances)                      | Candidat Étiquette politique (partis et alliances)                         | Voix                      | % des exprimés            | Voix                     | % des exprimés           |
|                                                                         |                                                                            |                           |                           |                          |                          |
|                                                                         | Marie Tamarelle-Verhaeghe Mouvement démocrate                              | 12 867                    | 30,26                     | 20 788                   | 59,29                    |
|                                                                         | Timothée Houssin Front national                                            | 9 131                     | 21,47                     | 14 275                   | 40,71                    |
|                                                                         | Pierre Bibet Union des démocrates et indépendants                          | 6 879                     | 16,18                     |                          |                          |
|                                                                         | Gwenhaël Lavergne La France insoumise                                      | 5 173                     | 12,16                     |                          |                          |
|                                                                         | Isabelle Duong Divers droite (Les Républicains diss.)                      | 3 616                     | 8,50                      |                          |                          |
|                                                                         | Marie-Claire Haki Parti socialiste                                         | 2 262                     | 5,32                      |                          |                          |
|                                                                         | Christine Régentête Europe Écologie Les Verts                              | 1 257                     | 2,96                      |                          |                          |
|                                                                         | Claudette Balleydier Lutte ouvrière                                        | 475                       | 1,12                      |                          |                          |
|                                                                         | Mathieu Normand Écologiste (Génération écologie - Parti radical de gauche) | 428                       | 1,01                      |                          |                          |
|                                                                         | Béatrice Palacios Divers (Union populaire républicaine)                    | 242                       | 0,57                      |                          |                          |
|                                                                         | Christine Amanieu Divers gauche (Nouvelle Donne)                           | 195                       | 0,46                      |                          |                          |
| Source : Ministère de l'Intérieur - Troisième circonscription de l'Eure |                                                                            |                           |                           |                          |                          |

Le suppléant de Marie Tamarelle-Verhaeghe était Pierre Jalet, avocat à Bernay.

### Élections de 2022
Les élections législatives françaises de 2022 se déroulent les dimanches 12 et 19 juin 2022.
|                                                    |                                                                  |                           |                           |                          |                          |
|                                                    |                                                                  | Premier tour 12 juin 2022 | Premier tour 12 juin 2022 | Second tour 19 juin 2022 | Second tour 19 juin 2022 |
|                                                    |                                                                  |                           |                           |                          |                          |
|                                                    |                                                                  | Nombre                    | % des inscrits            | Nombre                   | % des inscrits           |
| Inscrits                                           | Inscrits                                                         | 85 737                    | 100                       | 85 740                   | 100                      |
| Abstentions                                        | Abstentions                                                      | 42 270                    | 49,30                     | 43 175                   | 50,36                    |
| Votants                                            | Votants                                                          | 13 467                    | 50,70                     | 42 565                   | 49,64                    |
|                                                    |                                                                  |                           | % des votants             |                          | % des votants            |
| Bulletins blancs                                   | Bulletins blancs                                                 | 757                       | 1,74                      | 2 647                    | 6,22                     |
| Bulletins nuls                                     | Bulletins nuls                                                   | 229                       | 0,53                      | 768                      | 1,80                     |
| Suffrages exprimés                                 | Suffrages exprimés                                               | 42 481                    | 97,73                     | 39 150                   | 91,98                    |
|                                                    |                                                                  |                           |                           |                          |                          |
| Candidat Étiquette politique (partis et alliances) | Candidat Étiquette politique (partis et alliances)               | Voix                      | % des exprimés            | Voix                     | % des exprimés           |
|                                                    |                                                                  |                           |                           |                          |                          |
|                                                    | Kévin Mauvieux Rassemblement national                            | 13 474                    | 31,72                     | 21 161                   | 54,05                    |
|                                                    | Marie Tamarelle-Verhaeghe* Ensemble                              | 9 849                     | 23,18                     | 17 989                   | 45,95                    |
|                                                    | Dorine Le Pêcheur Nouvelle Union populaire écologique et sociale | 8 124                     | 19,12                     |                          |                          |
|                                                    | Thomas Elexhauser Les Centristes                                 | 6 937                     | 16,33                     |                          |                          |
|                                                    | Catherine Rouvier Reconquête                                     | 1 410                     | 3,32                      |                          |                          |
|                                                    | Christophe Costey Divers droite                                  | 781                       | 1,84                      |                          |                          |
|                                                    | Marie-Noëlle Huard Lutte ouvrière                                | 697                       | 1,64                      |                          |                          |
|                                                    | Annaïck Wayolle Écologistes                                      | 674                       | 1,59                      |                          |                          |
|                                                    | Julien Delangle Divers                                           | 535                       | 1,26                      |                          |                          |
| * Députée sortante                                 |                                                                  |                           |                           |                          |                          |

Le suppléant de Kévin Mauvieux était Aurélien Ligny, vendeur, de Toutainville.

### Élections de 2024
Les élections législatives françaises de 2024 auront lieu les dimanches 30 juin et 7 juillet 2024.
| Candidat                 | Candidat                  | Parti et coalition       | Nuance                   | Premier tour | Premier tour | Second tour | Second tour |
| Candidat                 | Candidat                  | Parti et coalition       | Nuance                   | Voix         | %            | Voix        | %           |
| ------------------------ | ------------------------- | ------------------------ | ------------------------ | ------------ | ------------ | ----------- | ----------- |
|                          | Kévin Mauvieux            | RN                       | RN                       | 28 011       | 48,88        |             |             |
|                          | Marie Tamarelle-Verhaeghe | RE (ENS)                 | ENS                      | 12 238       | 21,35        |             |             |
|                          | Jean-Christophe Turpin    | LFI (NFP)                | UG                       | 9 146        | 15,96        |             |             |
|                          | Thomas Elexhauser         | LC                       | DVC                      | 6 259        | 10,92        |             |             |
|                          | Marie-Noëlle Huard        | LO                       | EXG                      | 963          | 1,68         |             |             |
|                          | Didier Daric              | REC                      | REC                      | 691          | 1,21         |             |             |
|                          |                           |                          |                          |              |              |             |             |
| Votes valides            | Votes valides             | Votes valides            | Votes valides            | 57 308       | 97,36        |             |             |
| Votes blancs             | Votes blancs              | Votes blancs             | Votes blancs             | 1 136        | 1,93         |             |             |
| Votes nuls               | Votes nuls                | Votes nuls               | Votes nuls               | 419          | 0,71         |             |             |
| Total                    | Total                     | Total                    | Total                    | 58 863       | 100          |             | 100         |
| Abstention               | Abstention                | Abstention               | Abstention               | 26 772       | 31,26        |             |             |
| Inscrits / participation | Inscrits / participation  | Inscrits / participation | Inscrits / participation | 85 635       | 68,74        |             |             |

La suppléante de Kévin Mauvieux est Armelle Gestat de Garambé, juriste, conseillère municipale de Thierville.

#### Département de l'Eure
- La fiche de l'INSEE de cette circonscription : « Tableaux et Analyses de la troisième circonscription de l'Eure », sur insee.fr, site de l'Institut national de la statistique et des études économiques (consulté le 10 juin 2007) [PDF]
- « Tous les députés du département de l'Eure depuis 1789 » [archive du 30 septembre 2007], sur assemblee-nationale.fr, site de l'Assemblée nationale française (consulté le 10 juin 2007)
- « Informations contentieuses sur le département de l'Eure (Élections législatives de 2002) », sur conseil-constitutionnel.fr, site du Conseil constitutionnel (consulté le 13 juin 2007)

#### Circonscriptions en France
- « Carte des circonscriptions législatives en France », sur assemblee-nationale.fr, site de l'Assemblée nationale française (consulté le 10 juin 2007)
- « Résultats électoraux officiels en France », sur interieur.gouv.fr, site du ministère de l'Intérieur (France) (consulté le 13 juin 2007)
- Description et Atlas des circonscriptions électorales de France sur http://www.atlaspol.com, Atlaspol, site de cartographie géopolitique, consulté le 13 juin 2007.